# Leopoldo Bersani
Leopoldo Bersani (Bologna, 1848 - Montevideo, 1903) fue un pintor y escultor italiano que se radicó en Uruguay en su juventud.

## Biografía
En 1866 participó como voluntario en campaña del Tirol de la Tercera Guerra de la Independencia Italiana bajo las órdenes de Giuseppe Garibaldi. En 1867 llegó a Montevideo donde se radicó.
Allí dio clases de dibujo y pintura en la Escuela Evangélica de Montevideo y se destacó como retratista.

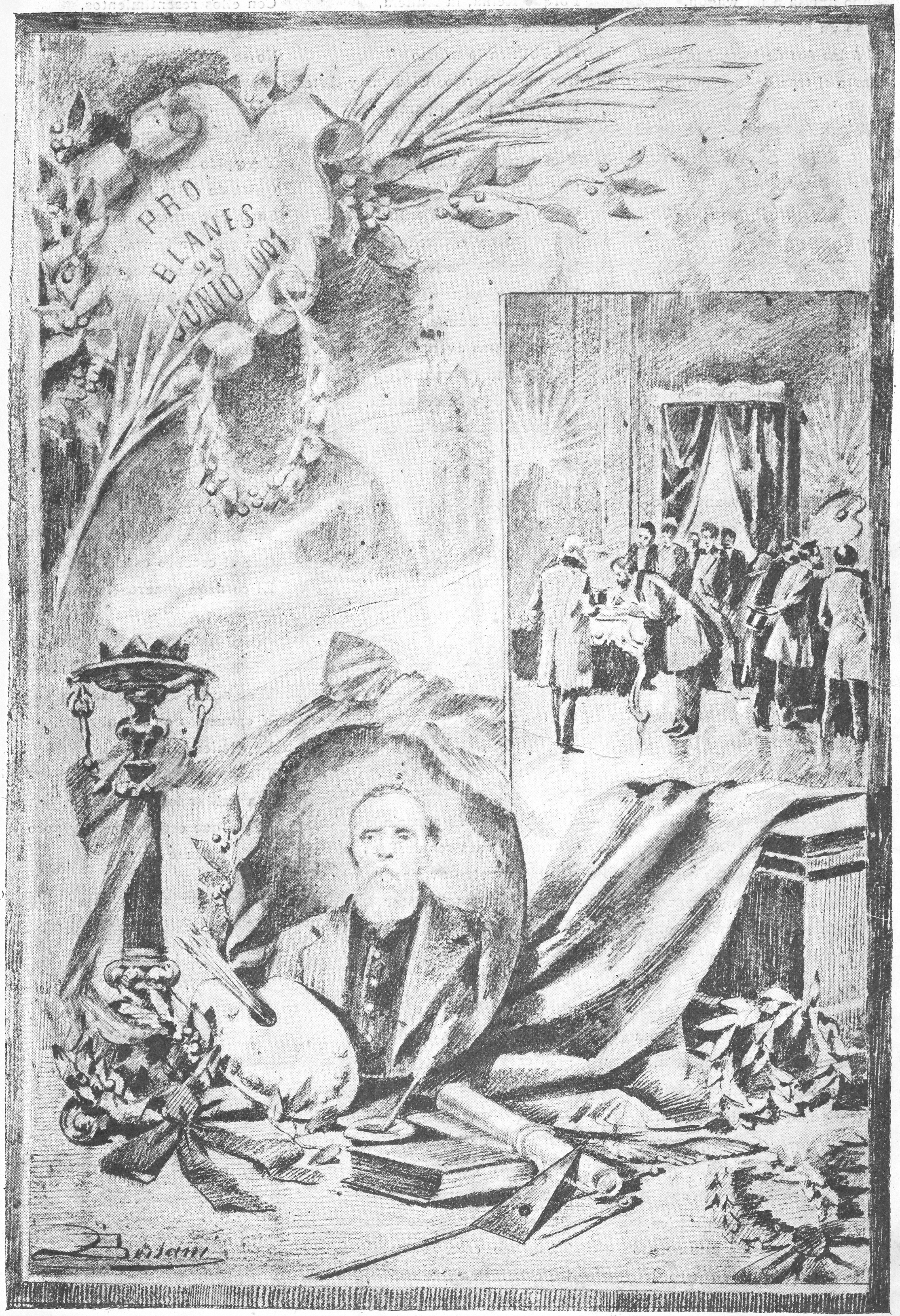
Composición alegórica de Bersani, creada en ocasión de la muerte de Juan Manuel Blanes, en 1901.

Tuvo una muerte trágica en Montevideo en 1903.